# Benedetto Frizzi
Benedetto Frizzi, nome italianizzato di Ben Zion Rafael Ha-Cohen (Ostiano, 7 aprile 1757 – Ostiano, 30 maggio 1844) è stato un medico e letterato italiano, parte del movimento illuminista ebraico Haskalah, attivo soprattutto a Trieste a cavallo tra Settecento e Ottocento.

## Biografia

### Anni giovanili e formazione
Benedetto Frizzi può considerarsi una delle personalità poliedriche più interessanti del Settecento tanto che è stato oggetto di attenzione di molti storici della medicina. Egli è stato agrimensore, ingegnere, medico, letterato, cultore dell’ebraismo e critico musicale e teatrale.

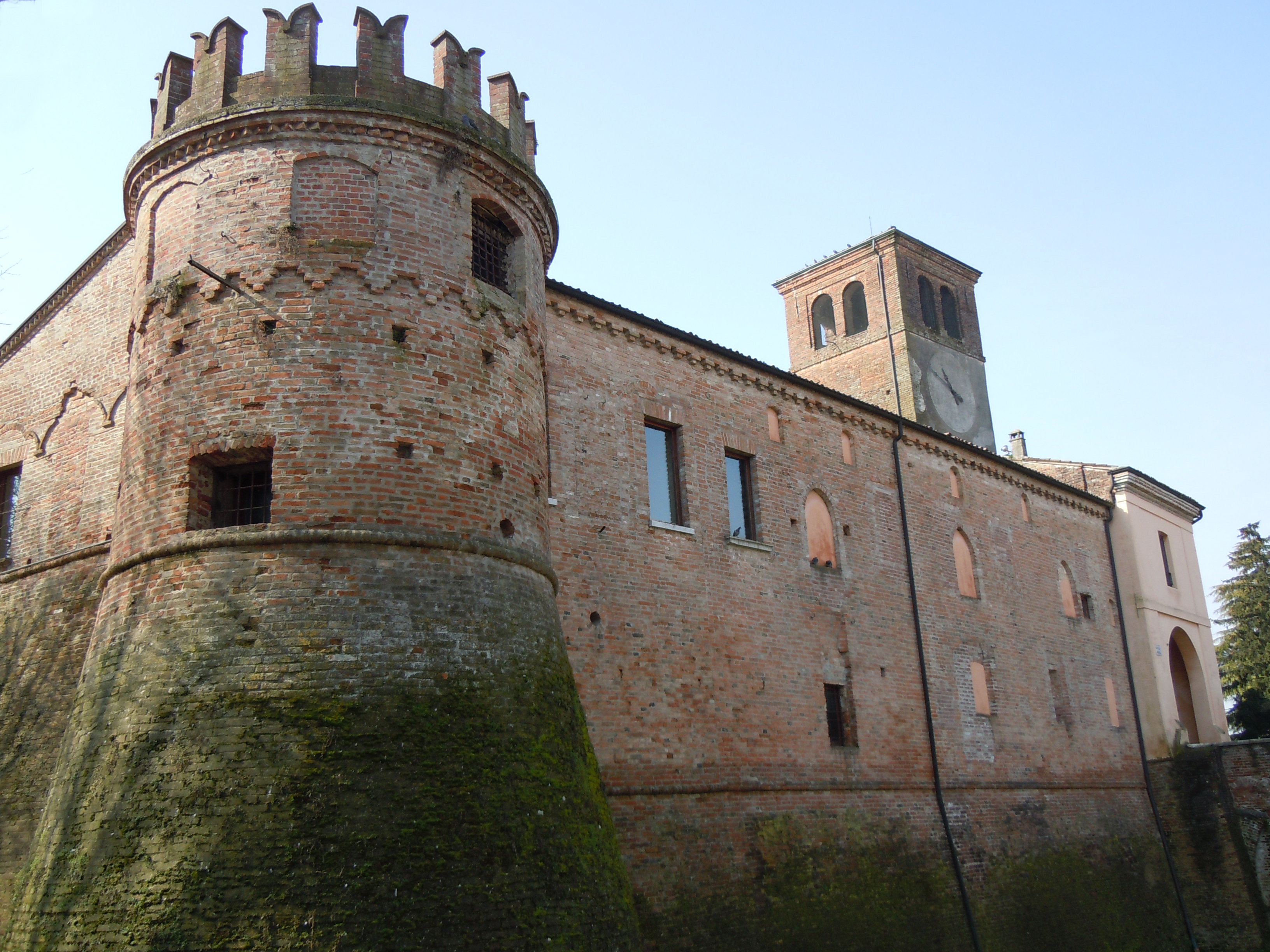
Veduta del Castello di Ostiano, città natale del Frizzi

Benedetto Frizzi (il cui vero nome era Ben Zion Rephael Ha-Cohen) nasce il 7 aprile del 1757, entro la comunità ebraica di Ostiano, allora in provincia di Mantova. Nato in una famiglia benestante, i genitori, il padre Michele e la madre Dora Vitali, non trascurano di certo l’educazione del figlio che ben presto mostra una evidente dote recettiva. Lo indirizzano allo studio della Torah e della lingua ebraica nella scuola primaria di studi rabbinici, la Talmud Torah, a Fiorenzuola oggi in provincia di Piacenza e in seguito sotto la protezione della famiglia Fano si reca a Mantova dove completa i suoi studi dapprima presso l’Accademia Rabbinica e poi presso il locale Ginnasio, dove si dedica allo studio di filosofia, latino e matematica. Nel 1773 all’età di 16 anni consegue il titolo di perito agrimensore e l’anno successivo quello di ingegnere. Non soddisfatto, assecondando la sua inclinazione per le scienze, nel 1783 si iscrive presso la facoltà di medicina dell’Università di Pavia, ove ha la fortuna di incontrare docenti di un certo calibro come Alessandro Volta, Samuel Tissot, Antonio Scarpa ma soprattutto Johann Peter Frank, che avrà una grande influenza nel suo percorso e nella sua vita e che ricorderà sempre come esempio.
Si ricorda che durante i suoi anni di corso gli capita di incontrare anche l’imperatore Giuseppe II d’Asburgo e che questi ne rimane profondamente colpito. Nel 1787 si laurea in medicina e filosofia e due anni dopo ottiene la licenza per la “libera pratica”. Frizzi frequenta anche gli istituti ospedalieri di Parma, Bologna e Firenze. Nel 1789 fa ritorno a Pavia dove desiderava pubblicare una raccolta di versi in onore del maestro di chirurgia dell’università pavese, Alessandro Scarpa, ma gli fu vietato, per evitare polemiche, dal governatore della Lombardia, Wilzeck, in quanto a Scarpa era stato impedito di insegnare con l’accusa di negligenza nell’attività didattica.

### Periodo triestino
Nel 1789, a seguito di un invito imperiale, Benedetto Frizzi si trasferisce a Trieste.

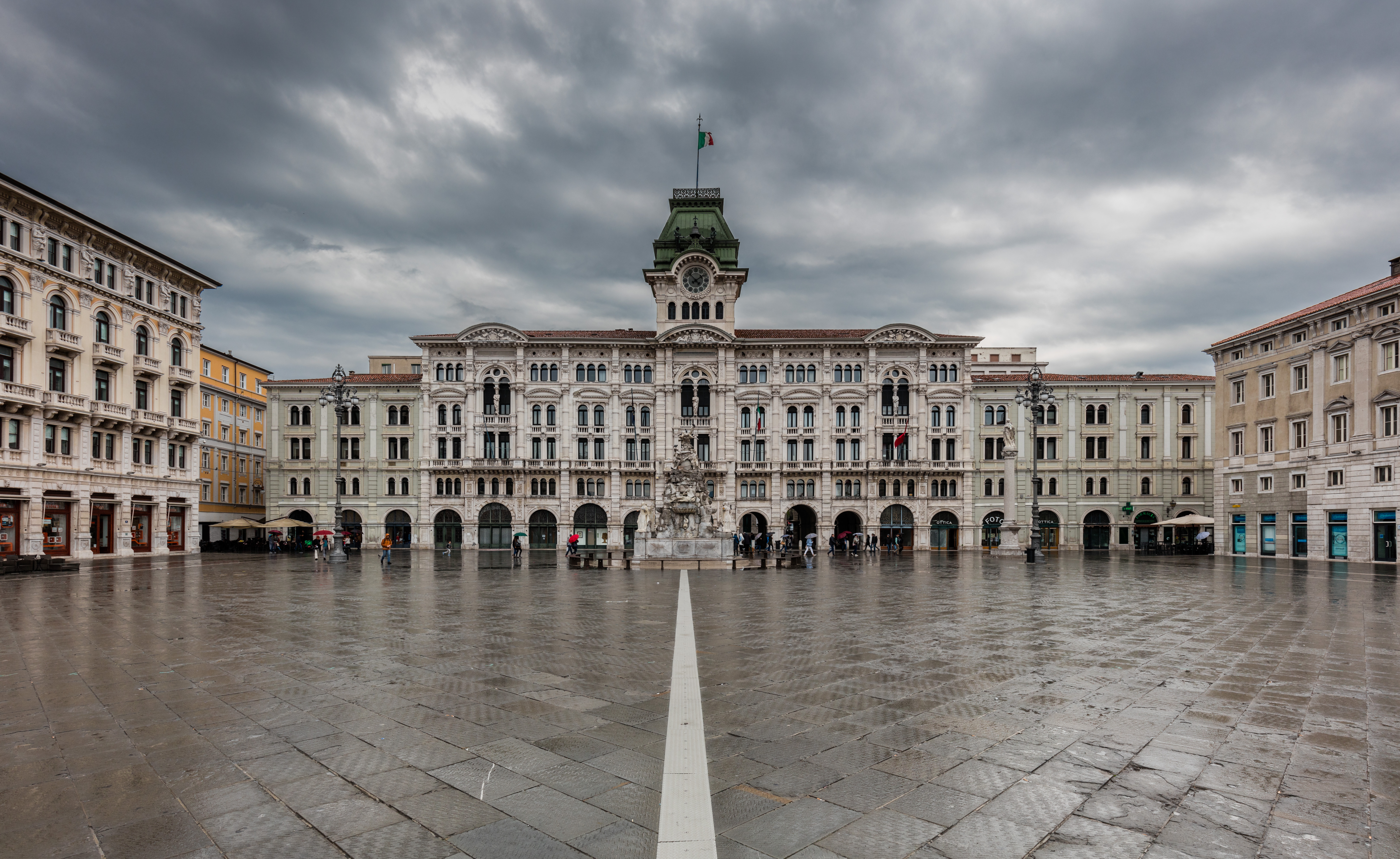
Veduta della Piazza Unità d'Italia di Trieste, conosciuta come Piazza Grande nel periodo in cui Benedetto Frizzi visse in questa città

A Trieste, già da molto tempo, era presente una numerosa e vivace comunità ebraica che, grazie alle Patenti di tolleranza istituite da Giuseppe II D'Asburgo, aveva conquistato un nuovo benessere sociale ed economico.
In questo ambiente, il Frizzi si inserirà come medico ed intellettuale di spicco, pur non senza generare attriti.
Nel 1798, infatti, si innamora di Rachele Morschene, una donna divorziata, con cui vorrebbe sposarsi. Essendo il Frizzi un Kohen, come suggerisce il suo cognome ebraico, le leggi rabbiniche gli vietano di sposare una donna divorziata. Egli tenterà in ogni modo di far valere il proprio diritto nei confronti del tribunale civile e di quello rabbinico, scrivendo lettere e memoriali al governo e alla comunità ebraica, ed arrivando perfino a reinterpretare la legge ebraica, ma ogni suo tentativo rimarrà vano. I due convivranno fino al 1818, quando potranno finalmente convolare a nozze grazie al Codice napoleonico. Dalla loro unione nasce una figlia, Anna Frizzi Forti.
Nonostante le tensioni derivate dallo spirito ribelle e dall'autonomia di pensiero del Frizzi, egli rimane un membro attivo e rilevante della città.
Nel 1816 è coinvolto nella nascita dell'Ospedale israelitico, in Via del Monte. Questo è uno dei primi esempi di ospedale fondato su un principio di igiene pubblica, intesa come interesse per la salute ed il benessere di tutti i membri della società, esposto per la prima volta da Johann Peter Frank, mentore del Frizzi. Egli, infatti, si dedica gratuitamente alla cura degli indigenti e, nel pieno spirito illuminista, esercita la professione allontanadosi da superstizioni e credenze popolari.
Benedetto Frizzi è anche parte della Massoneria, fiorita a Trieste sotto l'occupazione francese, con la Loggia di Capodistria.
È il ventiseiesimo fondatore della Società di Minerva, un'associazione culturale ancora oggi presente e vitale, al cui sviluppo contribuirà con la redazione numerose dissertazioni di argomento medico e letterario. Essa nasce inizialmente come una sottosezione triestina dell'Arcadia Romano-Sonziaca, Accademia sviluppatasi a Gorizia già nel 1777 e vicina agli Asburgo, per poi diventare autonoma, grazie a Domenico Rossetti De Scander, con il nome originario di Gabinetto di Minerva e contando una settantina di soci fondatori.

### Ultimi anni
Dopo la morte dell'unica figlia nel 1831, Frizzi si trasferirà nuovamente ad Ostiano, dove trascorrerà i suoi ultimi anni e continuerà ad esercitare la professione medica.
Morirà ad Ostiano il 30 maggio 1844, solo tre giorni prima della moglie.

## Opere

### Pubblicazioni di interesse medico e scientifico

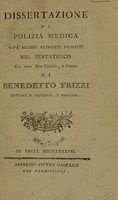
Frontespizio del trattato Dissertazione di polizia medica sopr'alcuni alimenti proibiti nel Pentateuco con molte note critiche, e fisiche pubblicato nel 1787

Benedetto Frizzi fu attento osservatore e aperto alle esperienze scientifiche e culturali del suo tempo. Molto importante fu il suo "Giornale medico e letterario di Trieste", una delle prime pubblicazioni periodiche mediche d'Italia. Tra le altre pubblicazioni di interesse medico e scientifico annoveriamo:
- Dissertazione di polizia medica sopr'alcuni alimenti proibiti nel Pentateuco, Pavia 1787;
- Dissertazione di polizia medica sul Pentateuco in riguardo alle leggi e stato di matrimonio, ibid. 1788;
- Dissertazione di polizia medica sul Pentateuco in riguardo alle leggi spettanti alla gravidanza, al parto, puerperio, all'educazione della fanciullezza e ai patemi d'animo, ibid. 1788;
- Dissertazione seconda di polizia medica sul Pentateuco in riguardo ai cibi proibiti e altre cose a essi relativi, Cremona 1788;
- Dissertazione di polizia medica sul Pentateuco sopra le leggi e formalità ebraiche in istato di malattia e cerimonie funebri e sepolcrali, Pavia 1789;
- Dissertazione di polizia medica sul Pentateuco in riguardo alle pulizie delle strade e delle case, formalità sacerdotali e leggi di agricoltura, Cremona 1790;
- Giornale medico e letterario di Trieste, Trieste 1790-1791; Il primo volume, del febbraio 1790, contiene una lettera di dedica a Johann Peter Frank e l'esposizione del programma del periodico: osservazioni mediche, lettere e articoli su vari e discussi argomenti medici allora di attualità come la febbre petecchiale, la dissenteria, nuove malattie osservate nel mondo. Il secondo volume, del luglio, è dedicato al direttore di polizia di Trieste, e ospita dibattiti filosofici, matematici e medici, riflessioni storico-mediche, lettere dall'Egitto e da Costantinopoli. Il terzo volume, dell'ottobre, dedicato a Gregorio Fontana professore di matematica dell'università di Pavia, contiene numerose recensioni di libri di medicina, corrispondenze da Parma, una teoria sull'elettricità e uno strano monito di carattere medico che si conclude con l'auspicio della creazione di marciapiedi per la sicurezza dei passanti. L'ultimo volume, del febbraio 1791, è dedicato al protomedico e al Collegio medico di Trieste e contiene interessanti saggi di storia della medicina biblica con lettere, recensioni e sonetti.
- “Opuscoli filosofici e medici, Trieste 1790-1792;
- Dissertazione sulla lebbra degli ebrei, Trieste 1795;
- Osservazioni e riflessioni sulla scarlattina, ibid. 1811 (una seconda edizione di tale lavoro, in 7 volumi, fu pubblicata a Livorno tra il 1878 e il 1880 a cura del nipote Davide Frizzi
- Dissertazione sulla scarlattina, 1812;
- Dissertazione sull’epidemia morbillosa del 1812, 26 febbraio 1813;
- Dissertazione sull’equilibrio medico, 10 marzo 1815;
- Dissertazione sui vantaggi e sugli abusi della cavalcatura in medicina, 24 novembre 1815;
- Dissertazione: “ragionamento sulla nostalgia", 24 gennaio 1817;
- Dissertazione: “confronto tra l’occhio e l’orecchio”, 19 marzo 1819.[7]

### Scritti circa i costumi e la storia del popolo ebraico
Benedetto Frizzi fu anche autore di opere concernenti il popolo ebraico, i suoi usi e costumi, le sue credenze: opere sostanzialmente apologetiche della tradizione ebraica, anche se critiche di alcuni errori e consigli per opportune riforme in esse contenute erano state male accolte dal pubblico israelita.
Credente e praticante, fece parte di quella corrente filosofica che tentò di introdurre nella comunità ebraica italiana le opere riformatrici ispirate all'illuminismo ebraico.
I suoi scritti più importanti in tale settore furono:
- Difesa contro gli attacchi fatti alla nazione ebrea nel libro intitolato Dell’ influenza del ghetto nello Stato - Pavia 1784
- Risposta al libro Della influenza del ghetto nello Stato - Venezia 1782
- Dilucidazioni filosofiche, fisiche e matematiche su tali materie contenute nel Talmud raccolte in libro apposito chiamato Oculus Israeliticipopuli - Livorno 1815/1825. Interamente in ebraico con solo qualche citazione e l'indice in italiano, espressione di tutta la sua concezione filosofica, morale e scientifica circa le pagine del Talmud.[7]

Meno note le altre opere:
- Dissertazione in cui si esaminano gli usi ed abusi degli Ebrei nei luoghi ed effetti sacri e si propone la maniera di renderli utili in società - Milano, 1789
- L'elogio funebre di S. M. l'augusto Giuseppe l’imperatore -Trieste, 1790
- L'elogio del rabbino Israele Beniamino Bassano capo dell'università degli Ebrei di Reggio - Trieste, 1791
- L'elogio del rabbino Abram Abenezra letto in un'accademia letteraria in casa del signor Abram Camondo - Trieste, 1791
- L'elogio dei rabbini Simone Calimani e Giacobbe Saravale letto in un'accademia letteraria in casa del signor Abram Camondo - Trieste, 1791
- L'accademia letteraria sul metodo degli studi ebraici nella logica ed altri filosofici rami - Trieste, 1791
- L'elogio funebre di Leopoldo II - Trieste, 1792
- Il discorso accademico sacro - Trieste, 1792
- Dissertazione divisa in lettere sulla portata dei musicali strumenti, con matematiche analoghe riflessioni -Trieste, 1802
- Dissertazione di biografia musicale - Trieste, 1803
- Lettera di supplemento alla biografia musicale in lode della signora Lorenza Correa celebre cantante seria - Trieste, 1808
- Dissertazione sulle leggi mosaiche relative al pubblico diritto (composta da 95 pagine) - Venezia, 1811[7]